# Salouël
Salouël est une commune française située dans le département de la Somme, en région Hauts-de-France.

## Géographie

### Localisation
Salouël est une ville picarde de l'Amiénois.
Limitrophe d'Amiens, la commune est située à 20 km au sud-ouest de Corbie, 39 km au sud-est d'Abbeville et à 49 km au nord-est de Beauvais, à vol d'oiseau.
Le territoire de la commune est limitrophe de ceux de quatre communes.
Les communes limitrophes sont  Amiens, Dury, Pont-de-Metz et Saleux.

### Géologie et relief
La superficie de la commune est de 4,58 km2 ; son altitude varie de 27  à   105 mètres.
Son altitude s'élève à 32 m à la mairie, 102 m aux Évents et à 98 m aux Monts de Saleux.

### Hydrographie

#### Réseau hydrographique

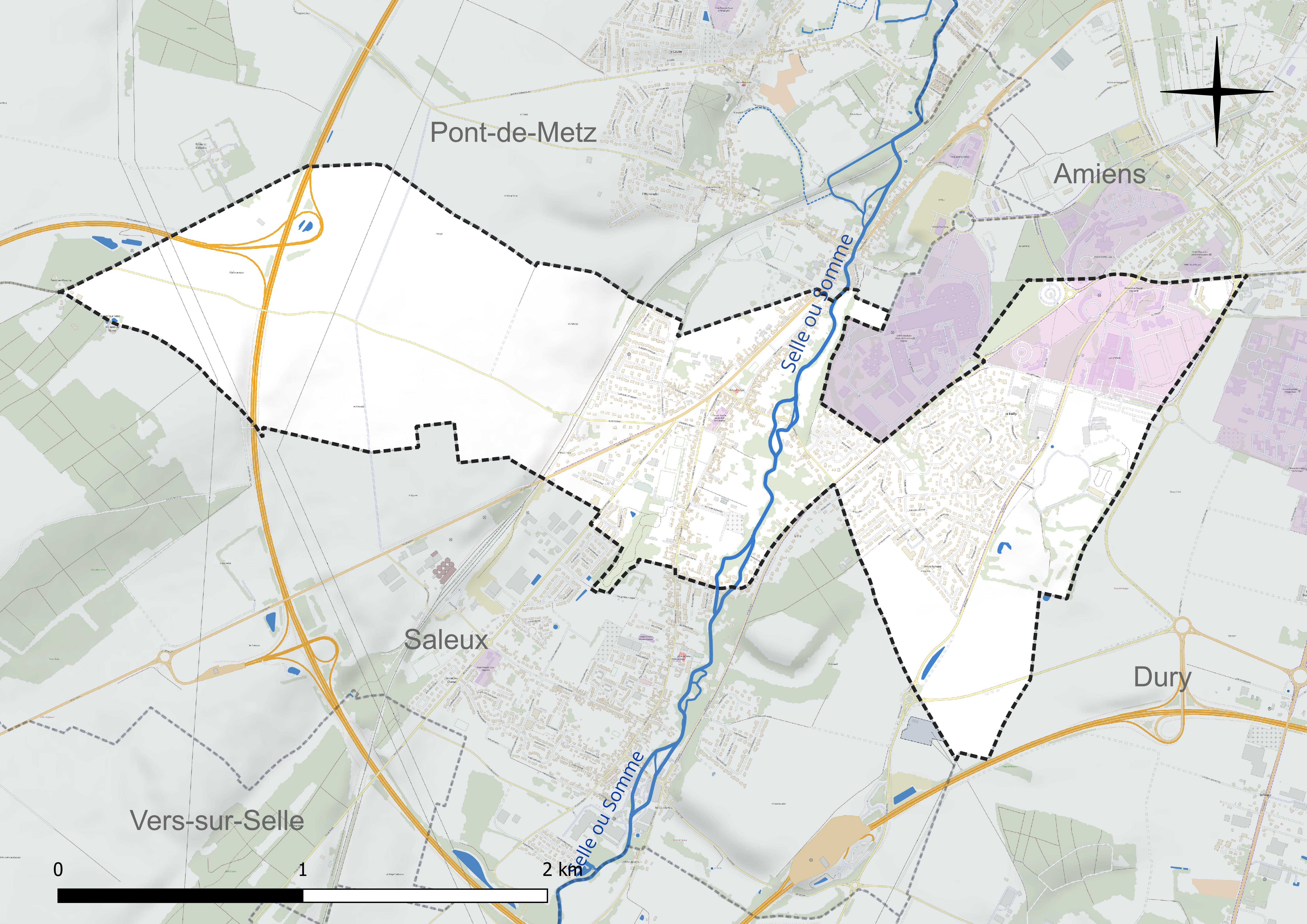
Réseau hydrographique de Salouël.

La commune est située dans le bassin Artois-Picardie.
Elle est drainée par la Selle ou Somme et divers autres petits cours d'eau.
La Selle, d'une longueur de 39 km, prend sa source dans la commune de Catheux et se jette  dans la Somme canalisée à Amiens, après avoir traversé 16 communes. Les caractéristiques hydrologiques de la Selle sont données par la station hydrologique située sur la commune. Le débit moyen mensuel est de 3,96 m3/s. Le débit moyen journalier maximum est de 10,5 m3/s, atteint lors de la crue du 7 avril 2001. Le débit instantané maximal est quant à lui de 10,7 m3/s, atteint le même jour.

#### Gestion et qualité des eaux
Le territoire communal est couvert par le schéma d'aménagement et de gestion des eaux (SAGE) « Somme aval et Cours d'eau côtiers ». Ce document de planification concerne un territoire de 1 835 km2 de superficie, délimité par le bassin versant de la Somme canalisée. Le périmètre a été arrêté le 29 avril 2010 et le SAGE proprement dit a été approuvé le 6 août 2019. La structure porteuse de l'élaboration et de la mise en œuvre est le syndicat mixte d'aménagement hydraulique du bassin versant de la Somme (AMEVA).
La qualité des cours d'eau peut être consultée sur un site dédié géré par les agences de l'eau et l'Agence française pour la biodiversité.

### Climat
Pour des articles plus généraux, voir Climat des Hauts-de-France et Climat de la Somme.
En 2010, le climat de la commune est de type climat océanique dégradé des plaines du Centre et du Nord, selon une étude du CNRS s'appuyant sur une série de données couvrant la période 1971-2000. En 2020, Météo-France publie une typologie des climats de la France métropolitaine dans laquelle la commune est exposée à un climat océanique et est dans la région climatique Nord-est du bassin Parisien, caractérisée par un ensoleillement médiocre, une pluviométrie moyenne régulièrement répartie au cours de l'année et un hiver froid (3 °C).
Pour la période 1971-2000, la température annuelle moyenne est de 10,5 °C, avec une amplitude thermique annuelle de 14,3 °C. Le cumul annuel moyen de précipitations est de 671 mm, avec 11,5 jours de précipitations en janvier et 8,4 jours en juillet. Pour la période 1991-2020, la température moyenne annuelle observée sur la station météorologique la plus proche, située sur la commune de Glisy à 11 km à vol d'oiseau, est de 11,1 °C et le cumul annuel moyen de précipitations est de 646,6 mm,. Pour l'avenir, les paramètres climatiques de la commune estimés pour 2050 selon différents scénarios d'émission de gaz à effet de serre sont consultables sur un site dédié publié par Météo-France en novembre 2022.

## Urbanisme

### Typologie
Au 1er janvier 2024, Salouël est catégorisée ceinture urbaine, selon la nouvelle grille communale de densité à sept niveaux définie par l'Insee en 2022.
Elle appartient à l'unité urbaine d'Amiens, une agglomération intra-départementale regroupant onze  communes, dont elle est une commune de la banlieue,,.
Par ailleurs la commune fait partie de l'aire d'attraction d'Amiens, dont elle est une commune de la couronne,. Cette aire, qui regroupe 369 communes, est catégorisée dans les aires de 200 000 à moins de 700 000 habitants,.

### Occupation des sols

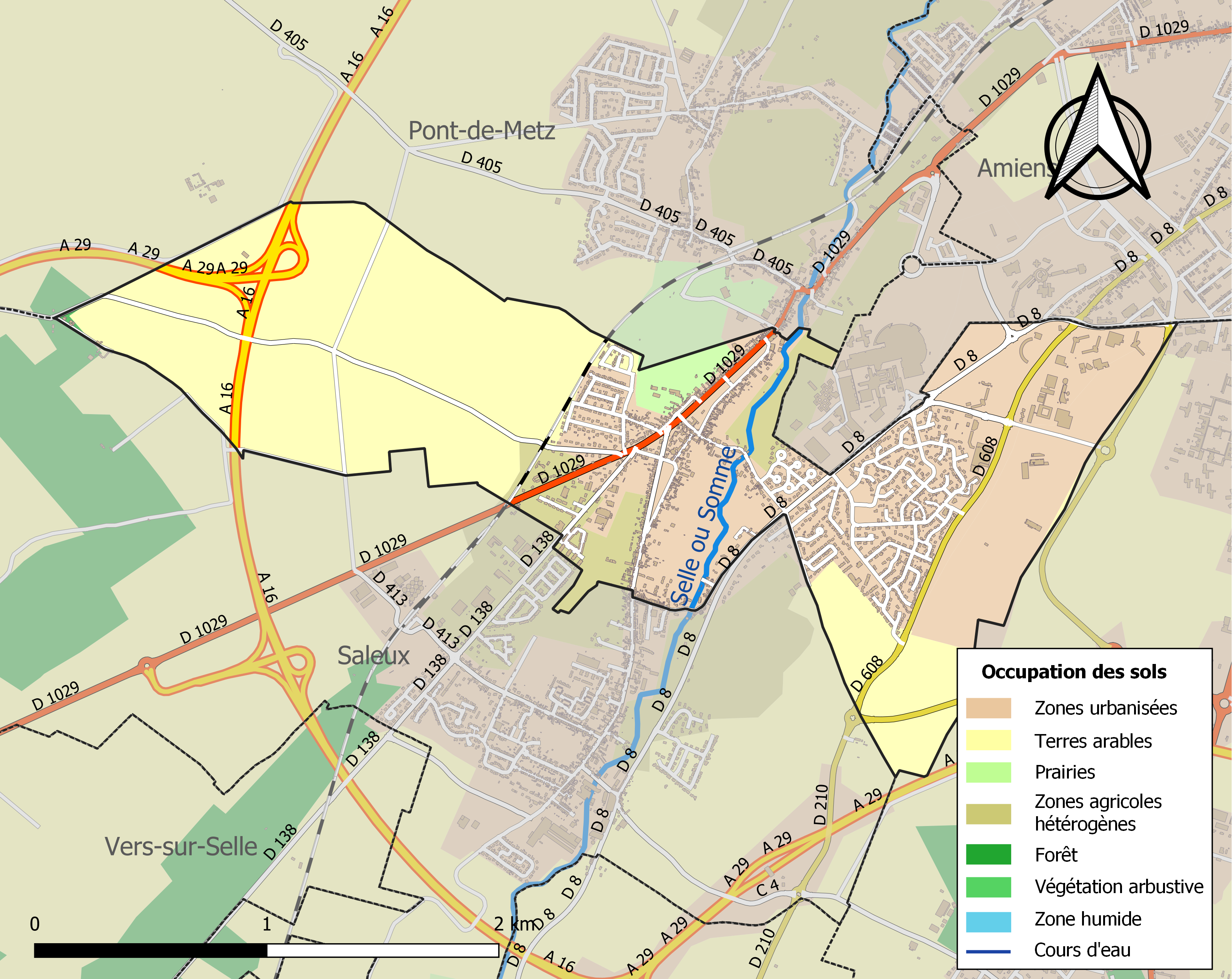
Carte des infrastructures et de l'occupation des sols de la commune en 2018 (CLC).

L'occupation des sols de la commune, telle qu'elle ressort de la base de données européenne d'occupation biophysique des sols Corine Land Cover (CLC), est marquée par l'importance des territoires agricoles (53 % en 2018), en diminution par rapport à 1990 (55,4 %).
La répartition détaillée en 2018 est la suivante : terres arables (44,2 %), zones urbanisées (34,4 %), espaces verts artificialisés, non agricoles (8,5 %), zones agricoles hétérogènes (7,2 %), zones industrielles ou commerciales et réseaux de communication (4 %), prairies (1,6 %), forêts (0,1 %).
L'évolution de l'occupation des sols de la commune et de ses infrastructures peut être observée sur les différentes représentations cartographiques du territoire : la carte de Cassini (XVIIIe siècle), la carte d'état-major (1820-1866) et les cartes ou photos aériennes de l'IGN pour la période actuelle (1950 à aujourd'hui).

### Morphologie urbaine
Les trois communes « sœurs » de Salouël, Saleux et Pont-de-Metz ont leur habitat concentré autour de deux axes se croisant justement au cœur de cette « agglomération » : la rivière Selle et l'ancienne RN 29.

### Hameaux, lieux-dits et écarts
Avec le temps, bien des lieux-dits furent oubliés, voire supprimés par la transformation du paysage : urbanisation et bouleversement du monde agricole.
- les Aulnois, pré longeant la rivière, planté d'aulnes, dont le bois est très prisé en vannerie.
- la Cantereine, marais peuplé de grenouilles vertes.
- le Champ Dolent, situé à flanc de coteau entre Pont-de-Metz et Salouël, causait beaucoup de soucis aux paysans de l'époque, car l'eau ruisselait sur la pente et endommageait les cultures.
- la Cressonnièrere, attestant que les villageois d'antan, tout comme aujourd'hui encore, cultivaient le cresson dans les eaux limpides provenant de la rivière.
- la Croix Jourdain.
- les Croquets.
- les Évents (dans la parcelle le Bailly), nommés à l'origine les Foulons car on y cultivait l'herbe à foulon qui est un chardon utilisé pour carder les étoffes de laine et rendre le tissu plus doux.
- les Monts de Saleux.
- le Moulin à Vent, attestant de la présence sur la hauteur de cet équipement à usage collectif, aujourd'hui disparu.
- les Rideaux, parcelle autrefois composée de champs fractionnés en gradins avec des haies pour protéger du glissement des limons.
- le Sépulcre, situé entre Salouël et Dury.
- les Vignettes.

### Habitat et logement
En 2021, le nombre total de logements dans la commune était de 1 632, alors qu'il était de 1 499 en 2016 et de 1 340 en 2011.
Parmi ces logements, 94,5 % étaient des résidences principales, 0,9 % des résidences secondaires et 4,6 % des logements vacants. Ces logements étaient pour 71,3 % d'entre eux des maisons individuelles et pour 28,6 % des appartements.
Le tableau ci-dessous présente la typologie des logements à Salouël en 2021 en comparaison avec celle de la Somme et de la France entière. Une caractéristique marquante du parc de logements est ainsi la faible proportion des résidences secondaires et logements occasionnels (0,9 %) par rapport au département (8,4 %) et à la France entière (9,7 %).
| Typologie                                               | Salouël | Somme | France entière |
| ------------------------------------------------------- | ------- | ----- | -------------- |
| Résidences principales (en %)                           | 94,5    | 83,1  | 82,2           |
| Résidences secondaires et logements occasionnels (en %) | 0,9     | 8,4   | 9,7            |
| Logements vacants (en %)                                | 4,6     | 8,5   | 8,1            |

### Transports et voies de communication

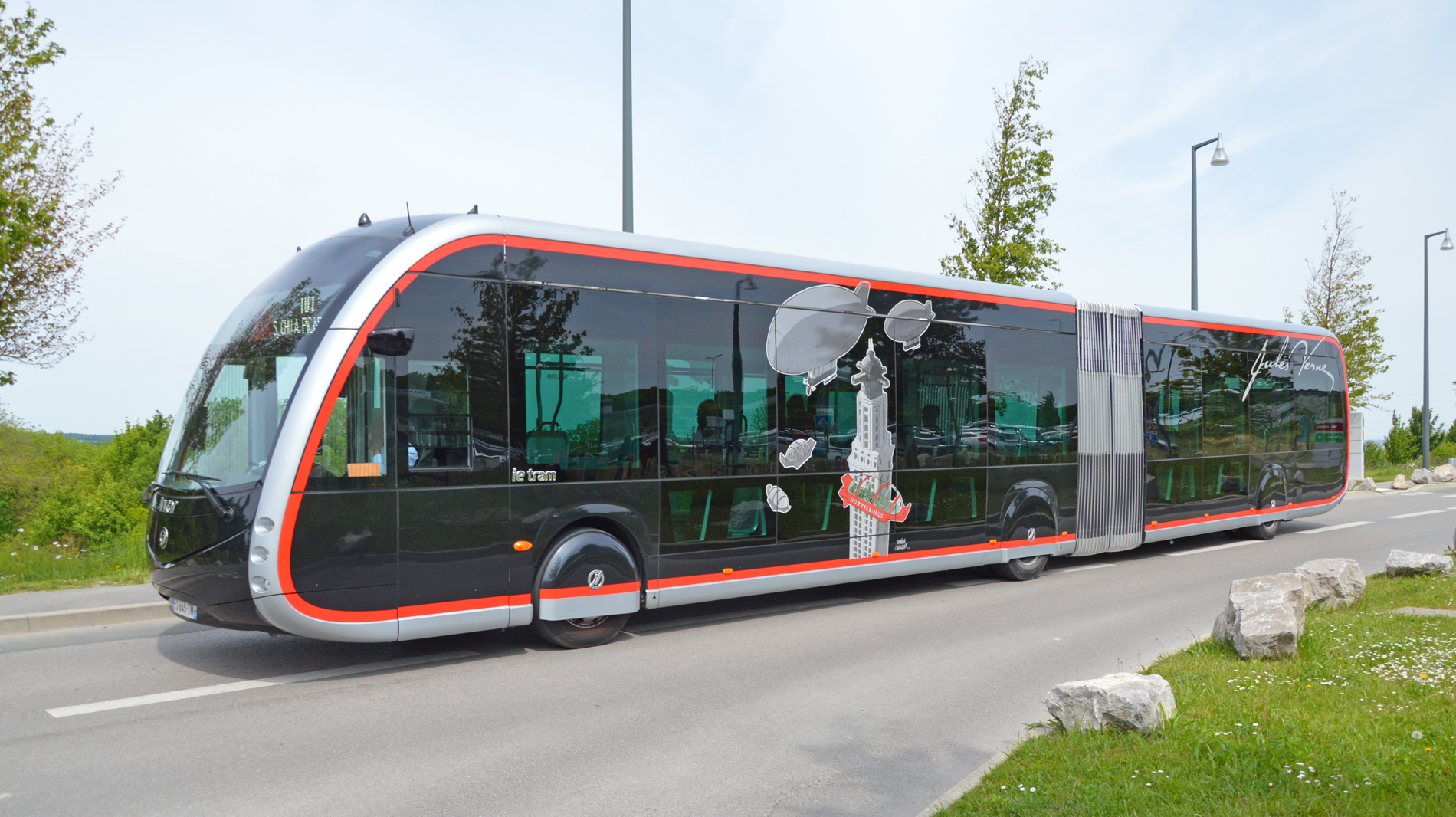
Bus Ametis à Salouël.

La commune est traversée par les autoroutes A16  et A29, qui forment une partie de la Rocade d'Amiens. Elle est desservie par l'ancienne route nationale 29 (actuelle RD 1029) et par les routes départementales RD 138, RD 8 et RD 210.
L'IUT et l'hôpital sud sont desservis par les bus du réseau Ametis (Notamment les lignes N2, L, 5, 7, 9, 10, 11, T36, T40 et R63), mais le centre de Salouël est desservi par les lignes 11, T40 et T49, complémentées par les lignes 9 et T36
La commune est desservie, en 2023, par la ligne 601 du réseau interurbain de l'Oise et par les lignes 729, 731 et 733 du réseau Trans'80.
La ligne de Saint-Roch à Darnétal-Bifurcation reliant Amiens à Rouen, traverse la commune, mais les stations de chemin de fer les plus proches sont les gares de Saint-Roch et d'Amiens.

## Toponymie
Le nom de la localité est attesté sous les formes Saloy (1105) ; Saloel (1135) ; Saluel (1165) ; Saloyel (1215) ; Salouel (1301) ; Sallier (1470) ; Salea (1579) ; Soloez (1592) ; S. Alloy (1657) ; S. Elloy (1638) ; Sallouel (1757) ; Sallouet (1763) ; Sallois (1730) ; Salouet (1761) ; Salloël (1776) ; Saloet (1778) ; Salenel (1781) ; Selouel (1856)
.
Il est couramment admis que la commune tient son nom de Salla, le nom latin de la Selle (la rivière qui traverse la localité), et de leu, terme rappelant l'eau en picard.

## Histoire

### Préhistoire
En 2006, lors de la construction de logements des fouilles ont permis de découvrir des sites mésolithiques sur des positions d'anciennes berges de la Selle.

### Antiquité
De nombreuses aires d'habitats gallo-romains et des enclos imbriqués les uns dans les autres ont été précisément localisés, dans le creux de la Selle, ainsi protégés des vents dominants, par les photos aériennes de Roger Agache. Furent identifiés :
- au lieu-dit mes Croquets, des champs rectilignes jouxtant une grande ferme d'époque gallo-romaine ;
- à la Croix Jourdain, un enclos pastoral et une entrée en entonnoir.

### Moyen Âge
Plusieurs vestiges semblant dater de l'époque mérovingienne furent découverts :
- des ossements humains, sur la grande parcelle le Sépulcre située entre Salouël et Dury ;
- trois sarcophages (traces d'un cimetière mérovingien ?), près de la route d'Amiens à Conty, dans un jardin, dont le propriétaire était un habitant de Saleux, un certain monsieur Biendinné.

Au Moyen Âge et même avant, on cultivait la vigne en Picardie, et dans la région en particulier, comme l'atteste à Salouël la parcelle du terroir nommée les Vignettes.
En 1342, était en fonction un moulin sur la rivière Selle, moulin à fouler les draps et appartenant à la famille Rabuisson, d'Amiens. Le grand champ de « foulons » se situait sur le haut du coteau, maintenant appelé les Events.

### Époque contemporaine
Autrefois, Salouël faisait partie de la paroisse puis commune de Saleux. La séparation s'est réalisée par décret en date du 11 décembre 1864.
Salouël, commune toute proche et au sud-ouest d'Amiens, n'a pas eu qu'une activité exclusivement rurale au cours de son histoire. La rivière au débit régulier et la proximité de la grande ville ont contribué, sans doute depuis le Moyen Âge, au développement de l'artisanat et de petits ateliers. Après la Seconde Guerre mondiale, et en particulier depuis les années 1965-1970 la transformation est plus brutale, par l'implantation successive du Campus (résidence universitaire du Bailly, faculté de Lettres et de Droit, Bibliothèque universitaire, IUT) et de l' Hôpital Sud, allant de pair avec un accroissement démographique lié au développement pavillonnaire.

## Politique et administration

### Rattachements administratifs et électoraux

#### Rattachements administratifs
La commune se trouve depuis sa création  en 1864 dans l'arrondissement d'Amiens du département de la Somme.
Elle faisait partie depuis lors  du canton de Boves. Dans le cadre du redécoupage cantonal de 2014 en France, cette circonscription administrative territoriale a disparu, et le canton n'est plus qu'une circonscription électorale.

#### Rattachements électoraux
Pour les élections départementales, la commune fait partie depuis 2014 du canton d'Amiens-7.
Pour l'élection des députés, elle fait partie de la deuxième circonscription de la Somme.

### Intercommunalité
Salouël est membre de la communauté d'agglomération dénommée Amiens Métropole, un établissement public de coopération intercommunale (EPCI) à fiscalité propre créé en 2000 et auquel la commune a transféré un certain nombre de ses compétences, dans les conditions déterminées par le code général des collectivités territoriales.

### Tendances politiques et résultats
Lors du premier tour des élections municipales de 2014 dans la Somme, la liste DVD menée par le maire sortant Jean-René Hemart obtient la majorité absolue des suffrages exprimés, avec 1 146 voix (81,21 %, 25 conseillers municipaux élus dont 3 communautaires), devançant très largement la liste PS-PCF-EELV menée par Jacques Boyer, qui a recueilli 265 voix (18,78 %, 2 conseillers municipaux élus).
Lors de ce scrutin, 35,34 % des électeurs se sont abstenus.
Lors des élections municipales de 2020 dans la Somme, la liste LC menée par Franck Darragon, premier adjoint de Jean-René Hémart qui ne se représentait pas, est la seule candidate et obtient la totalité des 729 suffrages exprimés et est donc élue en totalité.
Lors de ce scrutin marqué par la pandémie de Covid-19 en France, 65,51 % des électeurs se sont abstenus et 9,32 % des électeurs ont choisis un bulletin blanc ou nul.

### Liste des maires
| Période                                  | Période                    | Identité           | Étiquette | Qualité                                                             |
| ---------------------------------------- | -------------------------- | ------------------ | --------- | ------------------------------------------------------------------- |
| Les données manquantes sont à compléter. |                            |                    |           |                                                                     |
|                                          |                            |                    |           |                                                                     |
| 1971                                     | 1990                       | Jean Letellier     |           |                                                                     |
| 1990                                     | juin 1995                  | Léon Fontaine      | SE        |                                                                     |
| juin 1995                                | octobre 2005               | Jean Douchet       | DVD       | Ancien directeur de préfecture Démissionnaire pour raisons de santé |
| octobre 2005                             | mars 2008                  | Jean-Pierre Ygouf, | PS        | PEGC d’Anglais au CEG de Longueau                                   |
| mars 2008                                | mai 2020                   | Jean-René Hémart   | DVD       | Fonctionnaire Vice-président d'Amiens Métropole (2014 → 2020)       |
| mai 2020                                 | En cours (au 26 juin 2023) | Franck Darragon    | LC        | Responsable administratif                                           |

## Équipements et services publics

### Espaces publics

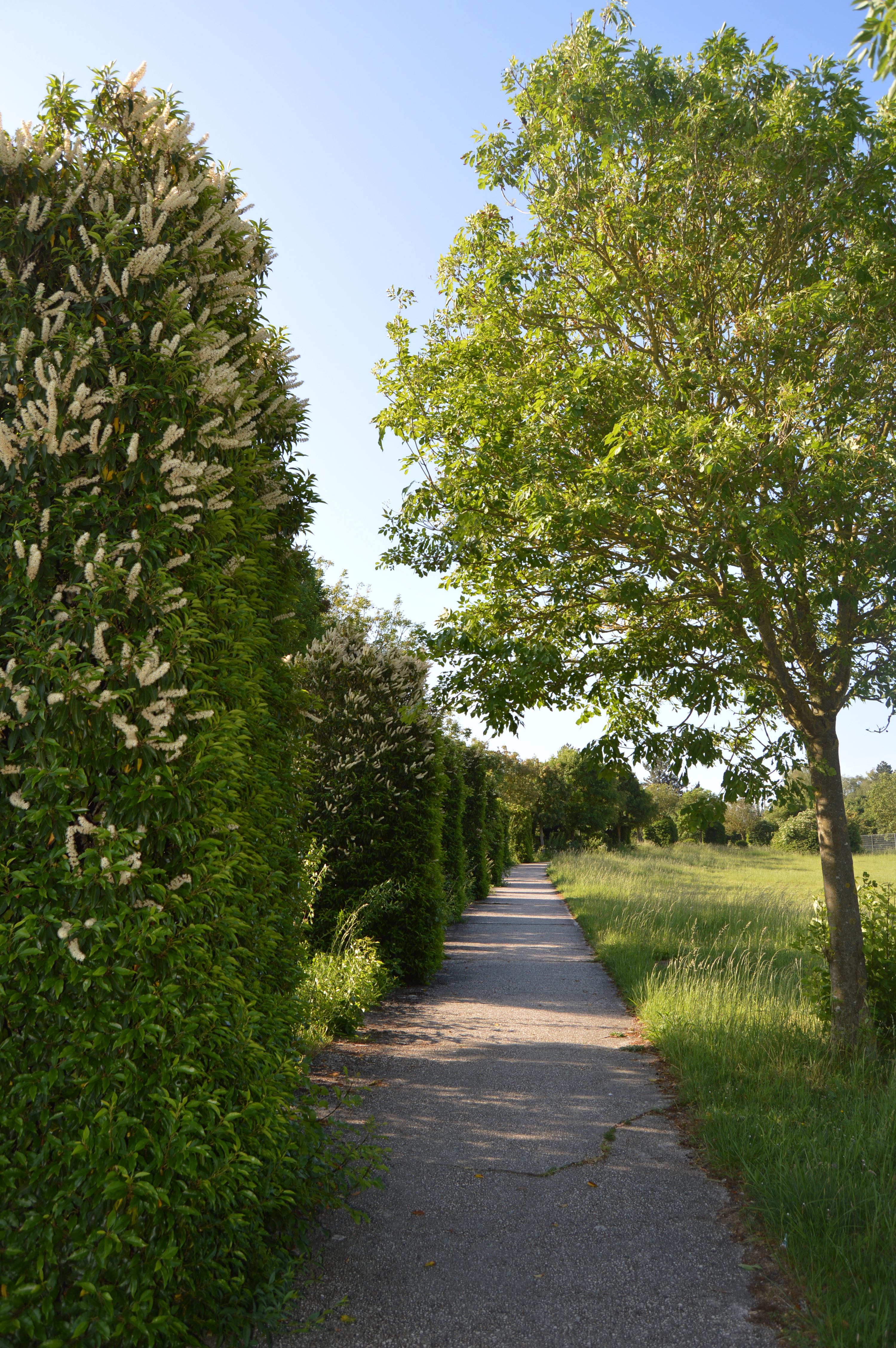
Allée de l'espéranto.

Classement au concours des villes et villages fleuris : une fleur récompense en 2015 les efforts locaux en faveur de l'environnement.

### Enseignement
L'école primaire Louise de la Moissonnière scolarise les enfants de la commune. Pour l'année scolaire 2018-2019, 206 élèves la fréquentent.
Un service de cantine, l'accueil péri-scolaire et la crèche complètent le dispositif local.
Un Institut universitaire de technologie y est implanté.

### Santé
La commune accueille 
- Hôpital Sud du Centre hospitalier universitaire Amiens-Picardie
- Deux crèches

### Équipements culturels
Les Boîtes à lire sont des outils de partage des livres. Installées dans l'espace public, elles permettent l'échange de livres entre les habitants de façon libre et gratuite. Elles sont accessibles 24h/24h et constituent un service complémentaire à celui des bibliothèques. Sur la commune de Salouël, deux boites à livres ont été installées. La première se situe à côté de la fontaine de la rue André Malraux et l'autre à l'entrée du Marais.

### Équipements sportifs
- Golf[39].

- Parcours sportif,  à proximité de la halle aux sports et du terrain de football[40].

### Justice, sécurité, secours et défense
La commune s'équipe fin 2022 d'un dispositif de vidéosurveillance, doté d'une cinquantaine de caméras.

## Population et société
Les habitants de Salouël s'appellent des Salouasiens ou des Salouasiennes.

### Démographie
L'évolution du nombre d'habitants est connue à travers les recensements de la population effectués dans la commune depuis 1866. Pour les communes de moins de 10 000 habitants, une enquête de recensement portant sur toute la population est réalisée tous les cinq ans, les populations de référence des années intermédiaires étant quant à elles estimées par interpolation ou extrapolation. Pour la commune, le premier recensement exhaustif entrant dans le cadre du nouveau dispositif a été réalisé en 2006.

En 2022, la commune comptait 4 188 habitants, en évolution de +3,56 % par rapport à 2016 (Somme : −1,26 %, France hors Mayotte : +2,11 %).
| 1866 | 1872 | 1876 | 1881 | 1886  | 1891  | 1896  | 1901  | 1906  |
| ---- | ---- | ---- | ---- | ----- | ----- | ----- | ----- | ----- |
| 885  | 769  | 820  | 947  | 1 001 | 1 022 | 1 124 | 1 066 | 1 092 |

| 1911  | 1921  | 1926  | 1931  | 1936 | 1946 | 1954  | 1962  | 1968  |
| ----- | ----- | ----- | ----- | ---- | ---- | ----- | ----- | ----- |
| 1 093 | 1 003 | 1 039 | 1 002 | 976  | 994  | 1 019 | 1 193 | 2 004 |

| 1975  | 1982  | 1990  | 1999  | 2006  | 2011  | 2016  | 2021  | 2022  |
| ----- | ----- | ----- | ----- | ----- | ----- | ----- | ----- | ----- |
| 2 788 | 3 061 | 3 679 | 4 162 | 4 258 | 4 010 | 4 044 | 4 099 | 4 188 |

### Manifestations culturelles et festivités
- Feu de la Saint-Jean.
- 2 réderies.
- Fête du village.
- Marché d'automne, organisé par le comité des fêtes[46].

- Salon des minéraux, bijoux et fossiles[47].

- Semi-marathon de « la coulée verte », dont la 14e édition a eu lieu en mars 2024[48].

### Vie associative
- Chorale Romances d’Antan, créée en 1994[49].

- Club cycliste de Salouël, créé en 1991[50]

## Culture locale et patrimoine

### Lieux et monuments
- Église Saint-Quentin, datant du début du XVIIe siècle, remaniée en 1884 et 1924.
Une source miraculeuse, dite de Saint-Quentin, située près du sanctuaire, est bouchée vers 1900[51],[52].

- Croix du cimetière de Salouël, semblant dater des années 1850[53].
- Moulins
  - moulin Crignier, 13 rue des Moutiers, dont les parties les plus anciennes datent de 1837[54], et maison du moulin, de 1858 et 1871[55].
- Rond-Point Pery
- Parc du Marais[56].
- Les plaines.
- Parcs de jeux.

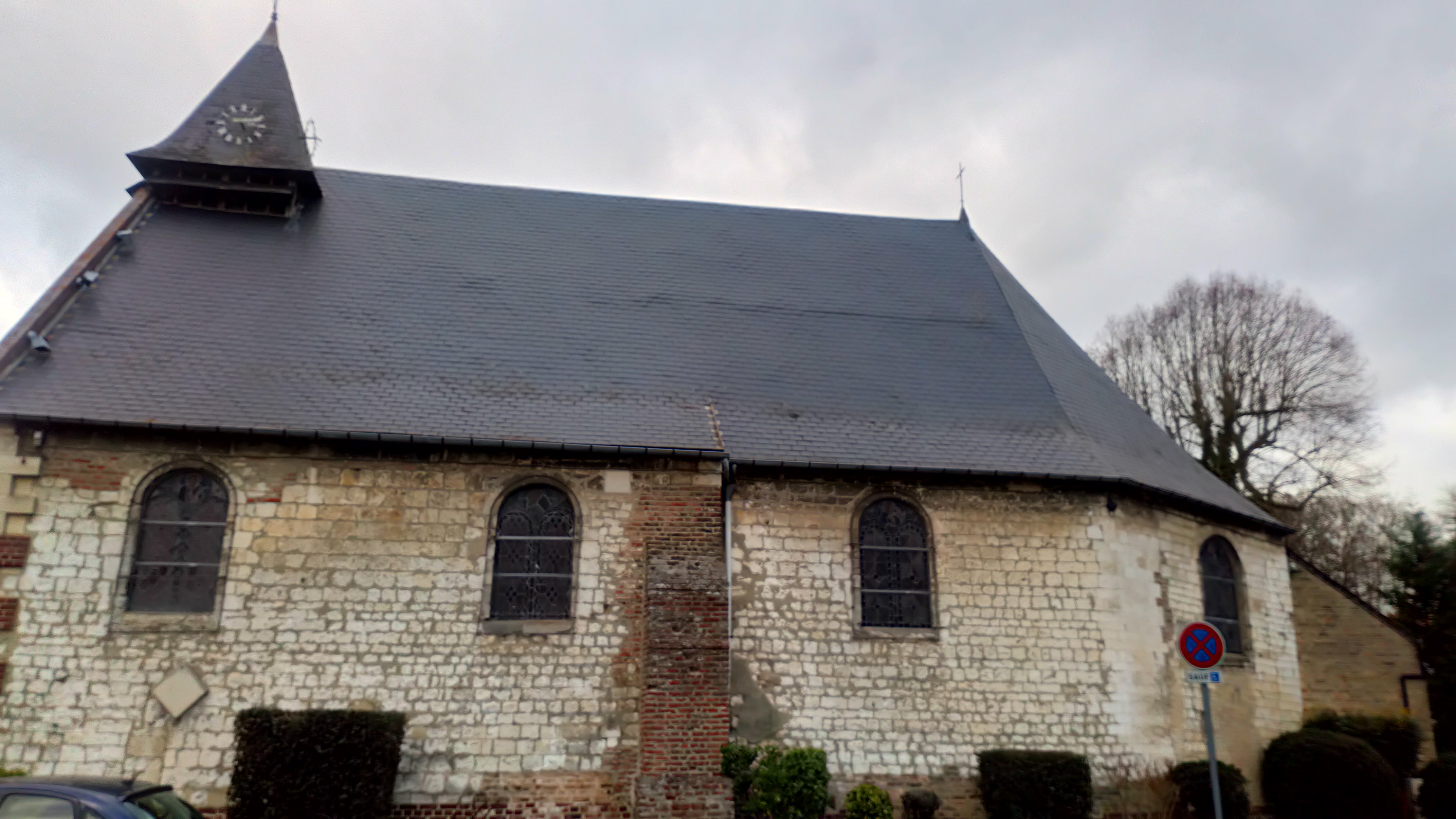
L'église Saint-Quentin...
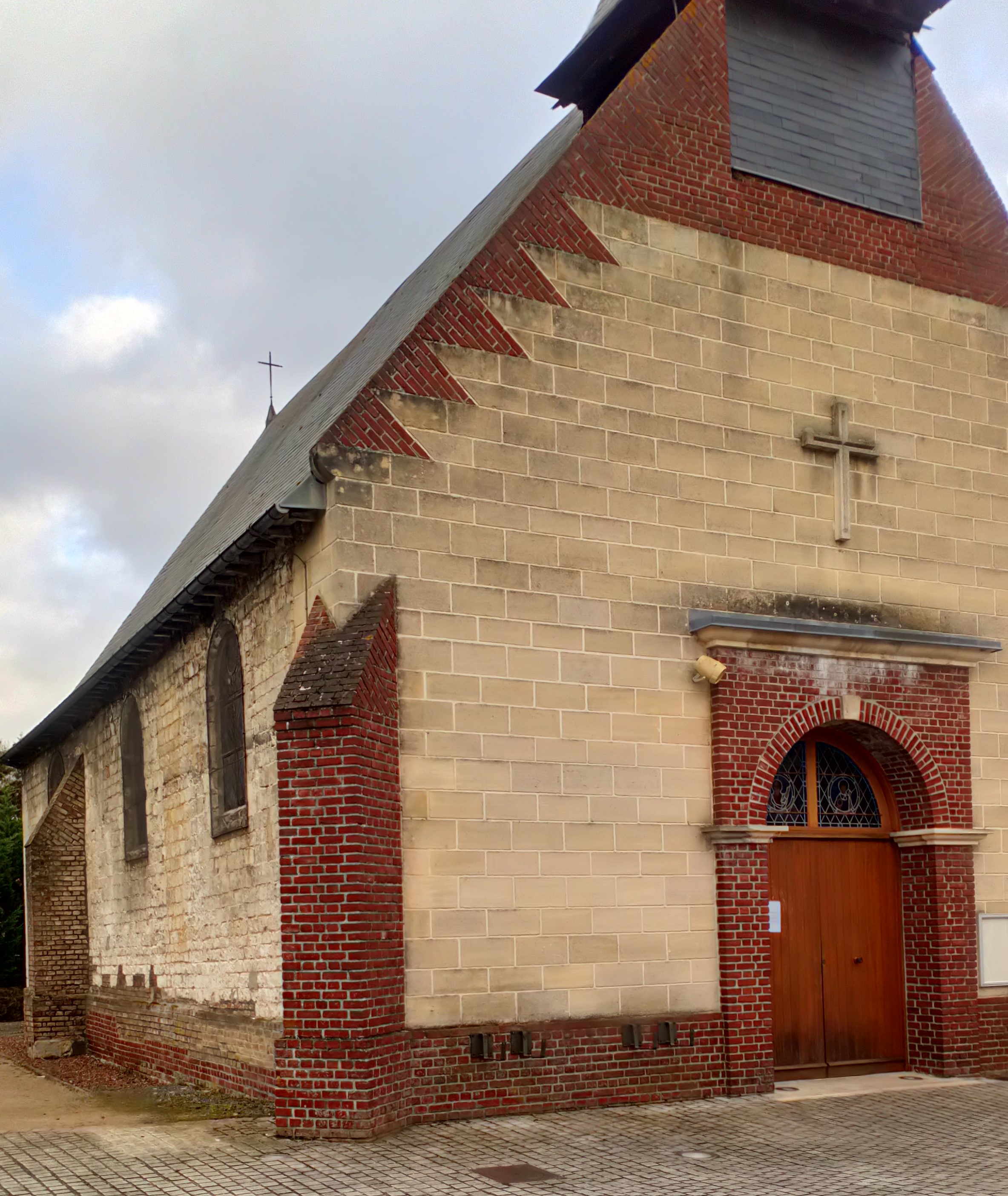
... et sa façade.

### Personnalités liées à la commune
- Ernest Cauvin (1843-1922), industriel et homme politique, dont une rue de Salouël porte le nom.
- André Demonchy (1914-2006),  peintre français du XXe siècle, autodidacte, reconnu pour son œuvre dans le mouvement de l'Art naïf, y est mort.

### Héraldique
| Blason de Salouël | Blason  | D'azur à la barre d'or chargée de quatre abeilles de gueules posées à plomb, accompagnée de deux ruches d'argent couvertes d'or. |
| Blason de Salouël | Détails | Le statut officiel du blason reste à déterminer.                                                                                 |

## Pour approfondir